# Забитий віл (Рембрандт)
Забитий віл (нід. De geslachte os) — картина голландського художника Рембрандта ван Рейна, що була створена в 1655 році. За основу взятий сюжет забою худоби для заготівлі м'яса. Картина в різні часи була популярна серед дослідників та поціновувачів творчості художника. Підтвердженням цьому слугують інші картини з аналогічним змістом, що зберігаються в музеях Глазго, Будапешту та Філадельфії, які певний час вважалися роботами Рембрандта. Однак сучасні дослідники спростували його авторство.
Ця картина від початку створення неодноразово належала вельможним представникам Нідерландів та Франції. «Забитий віл» під інвентарним номером MI 169 наразі зберігається в музеї Лувр, Франція.
Серед дослідників та мистецтвознавців не існує спільної думки стосовно мотиву для сюжету, що зобразив Рембрандт. За переконанням одних, автор написав картину під емоційним впливом від побаченого в м'ясному цеху Амстердаму. Інші вважають, що туша вола символізує або розп'ятого Христа, або закатованих під час гонінь у Східній Європі представників субетносу євреїв — ашкеназі.

## Історія створення

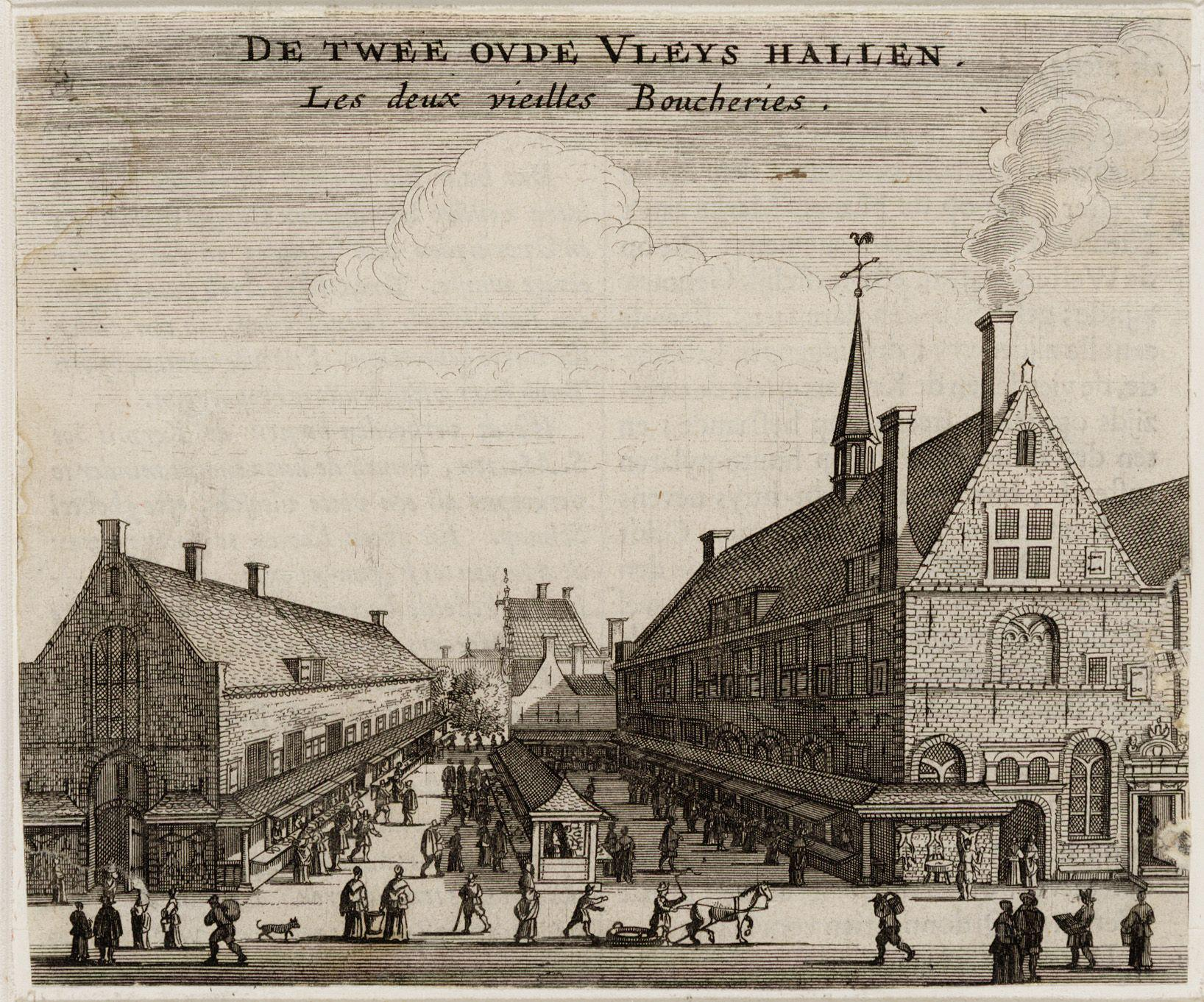
Малий та Великий м'ясні зали на вулиці Нес в Амстердамі (анонімний автор, гравюра, 1665 рік)

У сімнадцятому столітті Малий м'ясний зал (нід. Kleine Vleeshal) розташовувався на вузькій старій вулиці Нес в центрі Амстердаму й був багатоцільовим об'єктом. На першому поверсі міська влада орендувала приміщення для м'ясників, а на другому розміщувалися хірурги та ритори. Це, на перший погляд, дивне сусідство знайшло зображення у вірші для офорта, що був створений на типографії Ніколаса Йоанніса Виссхера в 1611 році. У тексті порівнювалися лікування людських тіл хірургами, взаємодія риторів з людським духом і праця м'ясників. Безліч гравюр будівлі, атмосфера незвичного сусідства, увага з боку поетів могли вразити уяву Рембрандта. Так чи інакше, він написав картини на одну й ту ж споріднену тему — дослідження тіла й розтину. З відомих та збережених до нашого часу першою могла бути «Урок анатомії доктора Тюльпа» (1632), потім «Забитий віл» (1655) та «Урок анатомії лікаря Деймана» (1656). В обох випадках тіла для картин про урок анатомії належали злочинцям, що піддавалися публічному розтину. Відвідуючи приміщення нагорі, де відбувалося дійство, ван Рейн обов'язково проходив повз цех м'ясників, де розтинали тварин. Будівлі Малого та Великого м'ясних залів були характерними не лише для Амстердаму; в сусідньому Роттердамі цех м'ясників й анатомічний театр також розташовувалися під одним дахом. Проте, окрім Рембрандта жоден інший нідерландський художник не присвятив стільки уваги сюжету з розрізаною тушею та розтином людського тіла.
На початку 1650-х років матеріальний стан Рембрандта значно погіршав. Намагаючись втримати все більші витрати, він дедалі частіше брав у близьких друзів у борг значні суми. Однак, це не тільки не покращило його становище, а й, навпаки, більш ускладнювало. Зрозумівши невідворотність банкрутства, Рембрандт вирішив принаймні забезпечити свого сина Тітуса, якому за заповітом матері належала половина її статку. 17 травня 1656 року він передав до опікунської ради дарчий запис на ім'я сина, віддаючи йому будинок. Дізнавшись про це, кредитори художника, які розраховували на будинок як забезпечення боргової виплати, подали на художника до суду. Почався процес, який тривав майже дев'ять років. Таким чином картина «Забитий віл» створювалася в період глибокої фінансової, сімейної та особистої кризи ван Рейна. Проте, попри трагічність свого становища, Рембрандт працював з подвійною енергією. У ці роки він створив ряд картин, які були визнані одними з найкращих: «Портрет Яна Сикса» (1654), «Польський вершник» (1655), «Забитий віл» (1655), «Урок анатомії лікаря Деймана» (1656) та інші.
Нез'ясованими залишаються передумови створення картини: власне бажання художника чи робота на замовлення. Першим офіційно задокументованим власником став політик — Пітер Локе (фр. Pieter Locquet). 1781 року Джошуа Рейнольдс, що був англійським живописцем історичних полотен і портретистом, а також засновником і президентом Королівської Академії в Лондоні, побачив цю картину серед колекції Локе. Рейнольдс описав її наступним чином: «М'ясний магазин, віл, що висить, зображений Рембрандтом; жінка дивиться через лаз, такий насичений, що вся решта картини здається сухою». Через два роки картина потрапила на аукціон, який тривав з 22 по 24 вересня. Цей лот № 324 за 52 гульдени придбав заможний торговець тальком, відомий колекціонер, зокрема робіт Корнеліса Троста та Яна Вермеера — Ян Дансер Нейман. Після смерті його колекція витворів мистецтва була виставлена на аукціоні, що відбувся 16 серпня 1797 року в Амстердамі. Новим власником картини став французький письменник, історик мистецтва, мистецтвознавець, театральний діяч і перекладач — Луї Віардо. 1857 року «Забитий віл» був придбаний для музею Лувр за 5000 франків.

## Опис

### Сюжет
Рембрандт ван Рейн, на відміну від італійських, іспанських та фламандських художників, дозволяв собі не слідувати тогочасній мистецькій моді. Переважна більшість його колег зображали на своїх полотнах релігійні сюжети, але Рембрандт брався за написання картин на світську тематику чи сюжети давньогрецької й римської міфології.

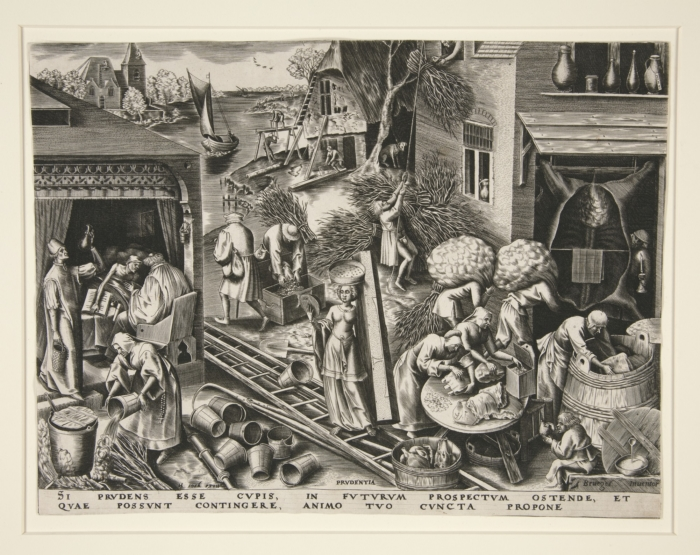
«Розсудливість», Пітер Брейгель Старший (гравюра, 1559)

Сюжет картини з ключовим моментом розтину туші вола Рембрандт взяв із повсякденної сцени на бійні М'ясного залу. Зображення туші великої рогатої худоби могло означати процес дослідження художником природи взаємоіснування тварин і людини. Рембрандт свідомо наділив бездушну тварину гігантськими розмірами, що завдяки вертикальному розміщенню підкреслює її фізичну силу, в той час, як труп злочинця горизонтально розміщений, невиразний та знецінений в онтологічному сенсі. Художник, як і аудиторія, на яку була розрахована картина, безсумнівно були знайомі з книгою Карела ван Мандера «Життєпис художників» (1604 рік). В одному із розділів ван Мандер розмірковував порівнюючи тварин і людей. Він навіть наводив приклади використання трупів тварин, виступаючи за порівняльне дослідження, як засіб розуміння фізичних структур, спільних для людей та тварин. За часів Рембрандта свинина була набагато доступнішою, ніж яловичина, для тих, хто міг дозволити собі будь-яке м'ясо. Повсюди були поширені свинарники, де селяни часто вирощували свиней для продажу на сусідніх тваринницьких ринках восени. Напевне, що скрізь волів продавали в рази дорожче, ніж свиней. В Амстердамі, куди ван Рейн переїхав жити, воли для місцевого ринку потрапляли із-за кордону. Це був великий та прибутковий бізнес, де головними експортерами великої рогатої худоби були фермери з Данії та Шлезвіг-Гольштейну. Ймовірно на картині зображена туша вола з Данії, оскільки саме данська яловичина вважалася особливо смачною та поживною. Про цей факт навіть згадував поет Йост ван ден Вондел. Пізньої осені фермери привозили своїх тварин до Амстердаму на ярмарок, який розпочинався в день Святого Луки (13 жовтня) й тривав три-чотири тижні. Міські м'ясники купували волів на осінньому ярмарку й забивали їх біля своїх будинків або в М'ясних залах.

### Виконання
Творчість Рембрандта характеризується передачею на полотнах навколишнього сюжету виділення його за допомогою проникливого світла. Ідея божественного світла матеріалізується в його картинах через так зване природне освітлення сюжетних побудов. Однак, це освітлення передається таким чином, щоб беземоційне середовище перетворювалося в емоційно насичений простір. На інших картинах світлові промені, торкаючись людей, немов би огортають їх, що покликане створити враження прояву вищих сил, що, проте, відсутнє на картині «Забитий віл».     

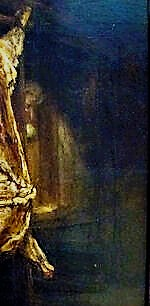
Зображення жінки, що визирає (частина фрагмента з картини)

Картина виконана у притаманних художникові переважно синіх, коричневих та червоних відтінках. Відкидаючи першочергове відчуття відрази, зображений об'єкт являє собою настанову до інтерпретації фізичних, інтелектуальних та духовних наслідків вживання їжі. Відсутність голови у тварини привертає увагу до того, що залишилося від нутрощів вола, видовище з червоних м'язів і жиру, підкреслюючи техніку різання. Як забій вола, так і розтин тіла злочинця з картини «Урок анатомії доктора Тюльпа», спонукає глядачів приєднатися до священної таємниці — пізнання смертності тіла.
Рембрандту вдалося надзвичайно реалістично передати всю барвистість кров'яної маси та жовтого жиру щойно заколотої туші, що підвішена на перекладини під стелею та освітлена потоками світла, що падає праворуч і зверху. На другому плані ліворуч зображена жінка, ймовірно служниця, яка нахилившись певне відмиває підлогу від крові. Імпресіоністична, тобто швидкоплинна, незакінчена, світла і чуттєва барвистість цього написаного широкими тональними плямами натюрморту перетворює сам по собі не естетичний мотив на феєрію фарб. Неповторна концепція Рембрандта, що виражається в стійкому колориті, дозволяє виключити цю картину із багатої школи голландського натюрморту та розглядати її як окремий, новий та незвичайний вид живопису. Художник напевно прагнув експериментувати, що прослідковується при ретельному вивченні переходів тонів: рудого, червоного тощо). Завдяки цьому досягалася гнучкість в нюансах споріднених один до одного тонів, які слабшали в переходах з одного предмета на інший. Бувши визнаним майстром офорта, Рембрандт продовжував вдосконалювати свою техніку.
Досліджуючи зображення жінки, можна побачити, що вона схиляється у дверях, намагаючись увійти. Сходи вниз у поєднанні з кам'яною стіною свідчать про те, що зображена Рембрандтом будівля є будинком з погребом. Ці архітектурні деталі підкреслюють відносно високий будинок, а враховуючи дерев'яну конструкцію — будівля навряд чи була житлом. Тушка тварини яскраво освітлена джерелом світла з певного отвору вище. Відкинута тінь від шапки на обличчі жінки й плями світла на порізі та стіні навколо дверей говорять про ще одне джерело світла.
Існує припущення, що вертикально розташований віл вкрай схожий на розп'яту людину, а саме Христа. Це дозволяє поглянути на справу м'ясника, як на справу ката. Немає сумніву в тому, що всі ці алюзії та міркування були актуальними для Європи ще з Середніх віків й прослідковувалися в живописі. Скотобійня аморальна та антиестетична — про це згадується, наприклад, в «Утопії» Томаса Мора, який не вигнав зовсім скотобійні зі своєї ідеальної держави, але вилучив із практики вільних городян. Світло, що падає чи виходить з туші, відсилає до думки не лише про їжу. Дослідники творчості Рембрандта навіть порівнювали цей сюжет з алегорію Віри, а тушу вола розглядали, як «носія духовного сенсу». Історик мистецтва Кеннет Крейг вважає, що це була картина на релігійну тематику. Рембрандт у своїй інтерпретації передавав суть фламандської мальовничої традиції vanitas. Отже, художник міг протиставити вичинену тушу тварини, як символічний еквівалент жертви Христа на хресті.
Картина «Забитий віл» являє собою приклад драматичної інтенсивності, досягнутий композицією світлотіні з характерною для останнього періоду творчості художника технікою насічки ножем. Він наносив фарби різкими мазками, грудкуватою, маслянистою вохрою та додавав пігмент старого золота. Сучасники Рембрандта могли були навіть шоковані таким незавершеним або навіть неакуратним виглядом

### Вплив інших художників
Найвідомішими зображеннями тварин зі знятою шкірою в шістнадцятому столітті були картини Пітера Артсена, Йоахима Бейкелара та Мартена ван Клеве. Картина «М'ясна крамниця зі святим сімейством, що роздає милостиню» Артсена дійшла до нас у чотирьох майже ідентичних версіях, які наразі зберігаються в музеях Уппсали, Ролі, Амстердаму й Маастрихту), що свідчить про її тогочасну популярність. Саме у виконанні Артсена відрізана голова вола займає центральне місце серед ряду м'ясних нарізок на ринку, а безголова туша поєднується з жанровою уявою, що покликана навіювати на роздуми про ненажерливість та легковажність. Рембрандт міг бути знайомим з цією або подібними картинами. Майже напевно він знав алегорію на «Розсудливість» у виконанні Пітера Брейгеля Старшого. На цій гравюрі віл виступає символом смерті й одночасно мудрої поведінки, розсудливості, що полягала в заготівлі м'яса на зиму. Брейгель Старший позаду туші вола зобразив чоловіка зі свічкою, який немов би привертає увагу глядача. Ймовірно, наслідуючи його приклад, Рембрандт у своїй інтерпретації розмістив жінку, що немов би спостерігає як за глядачем, так і за волом. На картинах Брейгеля Старшого та ван Клеве людські фігури слугують доказом гендерної нерівності. Сюжет, переважно, зображав жінок за домашньою роботою, в той час, як чоловіки або балакають, або палять.
До нашого часу дійшли картини-попередники цієї композиції, де замість вола зображено черепа чи кістки, й на цьому тлі люди бенкетують. Принаймні одну з них («М'ясна лавка» Йоахима Бейкелера) Рембрандт міг бачити особисто. Зрештою він і сам написав подібну композицію, а наступні картини, які приписують його авторству, міг створити його друг та учень Ян Лівенс. Такі картини були покликані створити враження марнославства, нав'язане публіці відповідно до тогочасної іконографії, та, можливо, підкреслити релігійне значення.

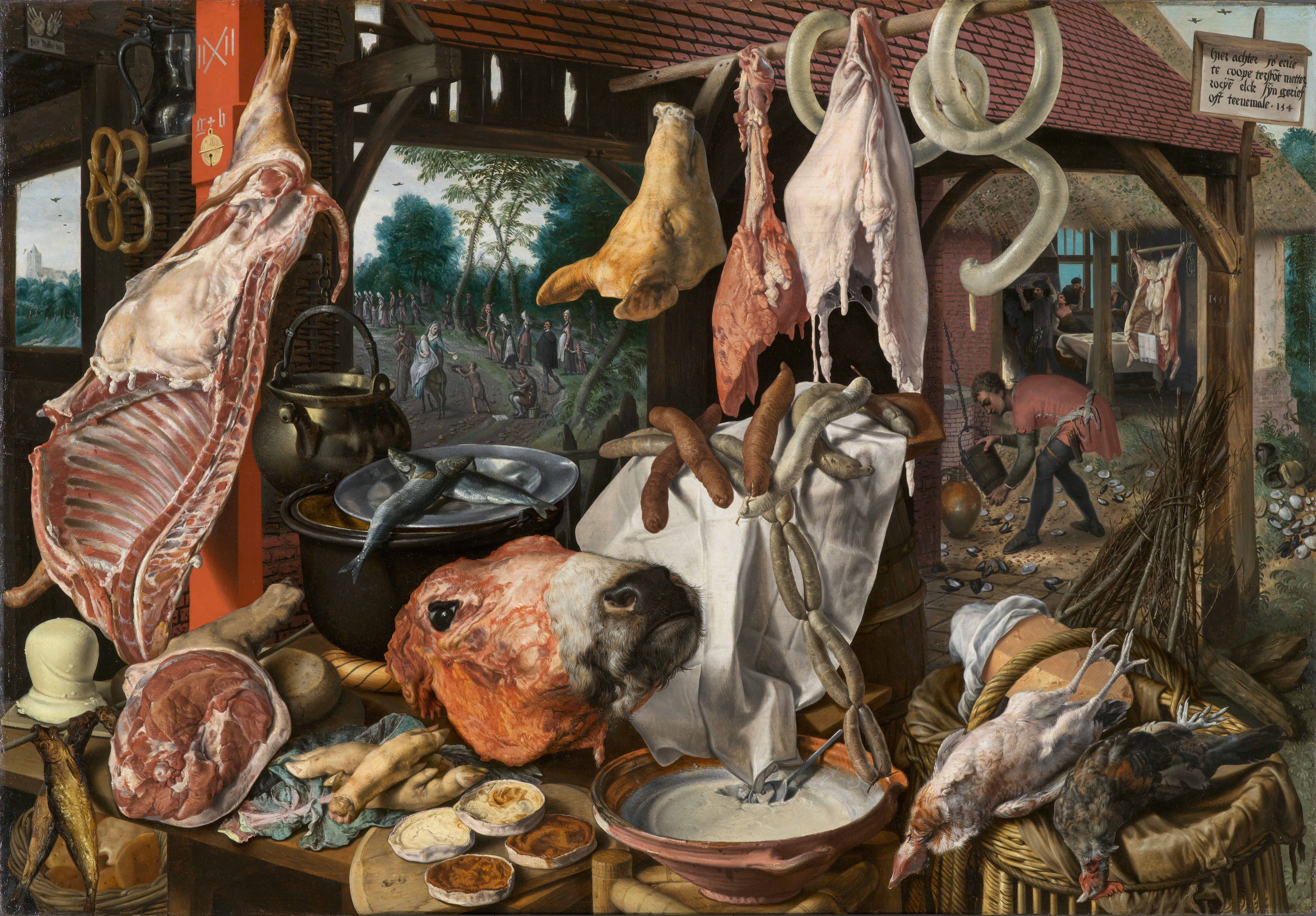
«М'ясна крамниця зі святим сімейством, що роздає милостиню», Пітер Артсен (1551)
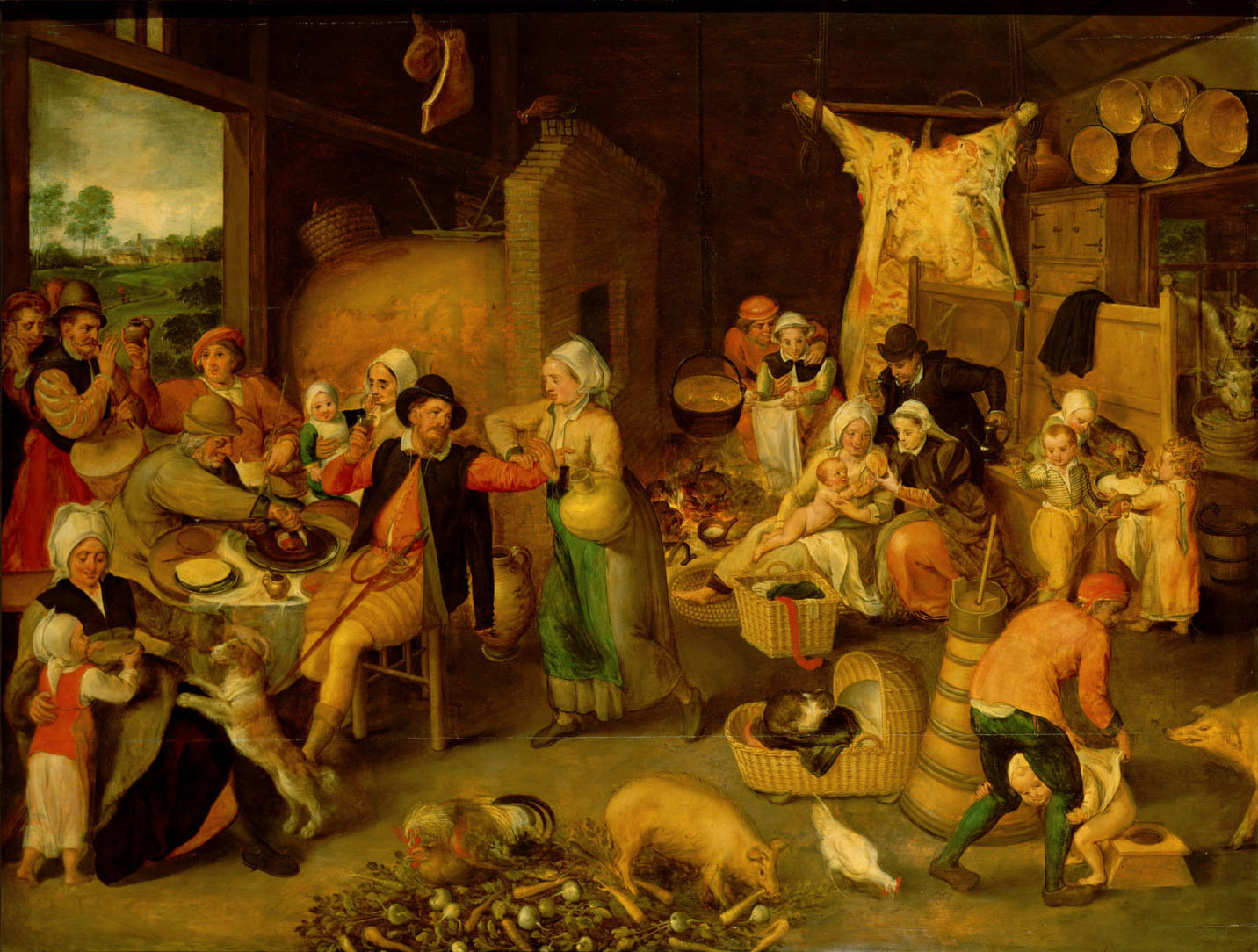
«Інтер'єр стайні з селянською родиною та бюргерами», Мартен ван Клеве (період між 1555 - 1560)
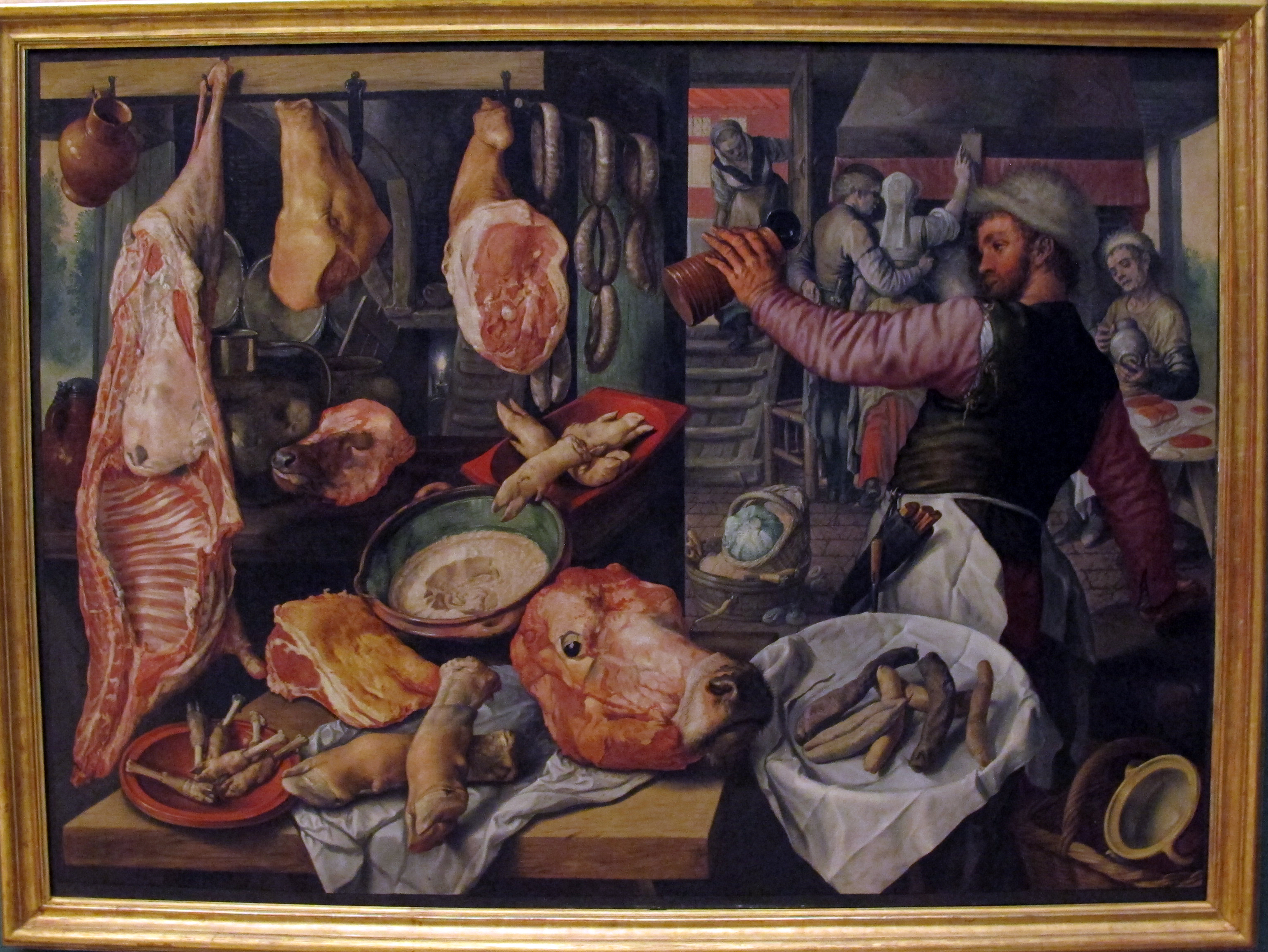
«М'ясна лавка», Йоахим Бейкелар (1568)

## Відгуки
Експерт у галузі мистецтва, відомий у Франції історик, музикознавець та письменник Жерар Денізо зазначив, що ця картина є чудовою роботою. Картина являє собою приклад кривавого натюрморту, який нагадує людям тлінність їх життя та недовговічність богохульного існування. Тіло тварини та гак м'ясника замінюють Ісуса на хресті
За словами французького письменника, драматурга й громадського діяча Жана Жене «Забитий віл» є «яскравим прикладом останніх робіт Рембрандта, де він приймає себе, як істоту з плоті, м'яса, кишок, крові, сліз, поту та лайна».
Почесна професорка мистецтва при Гарвардському університеті Маргарет Керролл вважає, що картина є відображенням трагічних подій в історії субетносу євреїв — ашкеназі. 1651 року Габрієль бен Джошуа Шлоссберг (нід. Gabriel ben Joshua Schossburg) опублікував розповідь про переслідування євреїв у Східній Європі та їх подальшу втечу до Амстердаму. У тексті він порівнював людей з худобою, що ведуть до м'ясника, а також освітлював випадки, коли тіла закатованих чоловіків висіли в м'ясних цехах. Оскільки Рембрандт мав дуже тісні зв'язки з єврейською громадою Амстердаму, картина могла бути створена або на замовлення або як пам'ять про гоніння.